# Nissan Z Proto

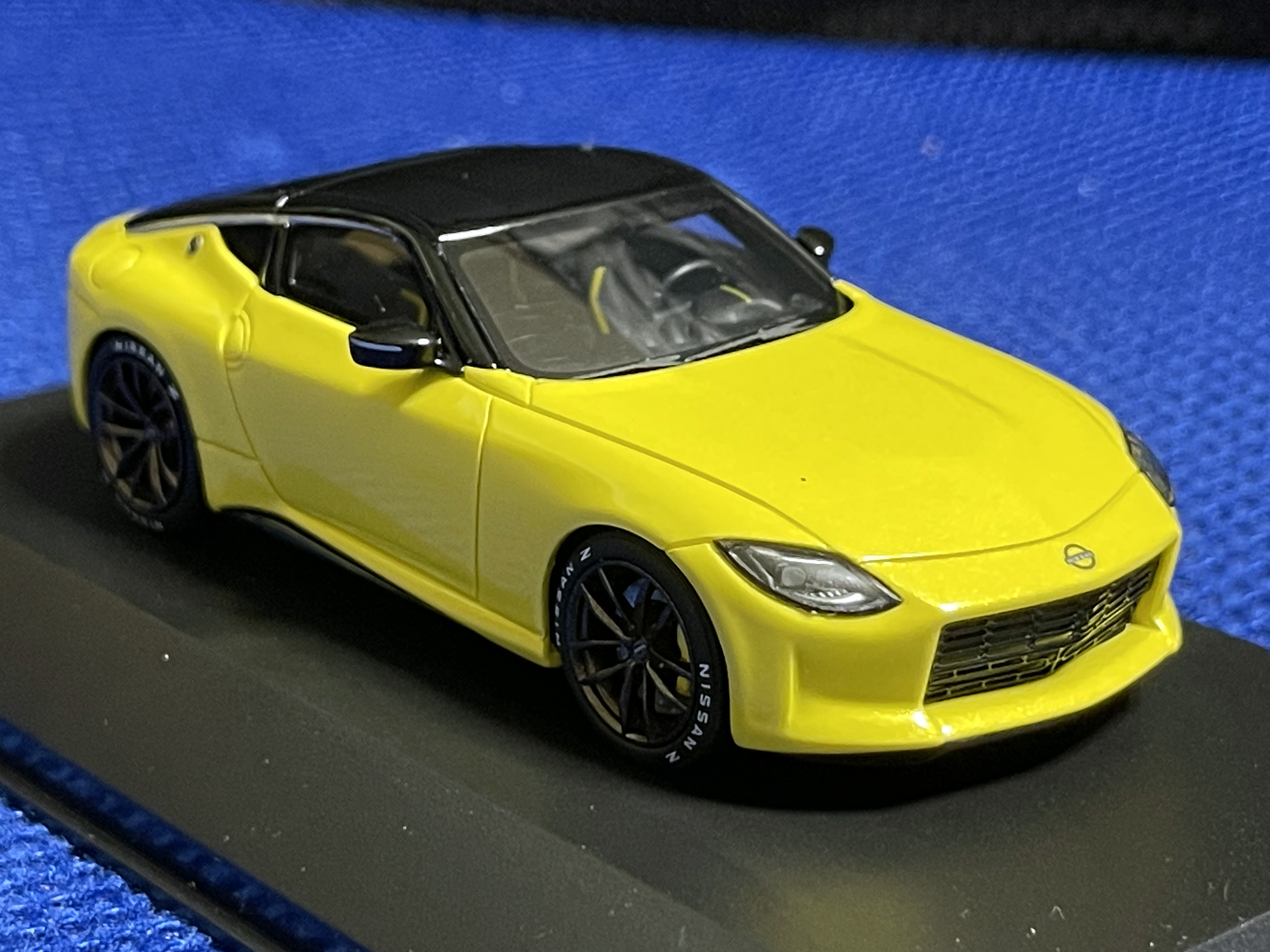
Nissan Z Proto en miniature, ici au 1/43.

La Nissan Z Proto est un prototype de coupé proche de la série du constructeur automobile japonais Nissan présenté en septembre 2020. Il annonce le coupé « Z » du constructeur produit à partir de la fin 2021, remplaçant de la 370Z commercialisée de 2009 à 2020.

## Présentation
La Nissan Z Proto est présentée le 15 septembre 2020. Le constructeur avait auparavant dévoilé quelques teasers sur le web pour annoncer sa présentation et pour donner quelques informations techniques comme la présence d'une boîte de vitesses manuelle et un moteur thermique V6 turbocompressé.

## Caractéristiques techniques
Le coupé est doté d'une instrumentation numérique de 12,3 pouces et reçoit une dalle tactile sur sa planche de bord pour l'info-divertissement.

### Motorisation
La Nissan Z Proto est équipée d'un moteur V6 bi-turbo couplé à une boîte manuelle à 6 rapports qui transmet toute la puissance aux roues arrière.